# Sheinton
Sheinton – wieś w Anglii, w hrabstwie Shropshire. Leży 15 km na południowy wschód od miasta Shrewsbury i 209 km na północny zachód od Londynu.